# Erika Außerdorfer
Erika Außerdorfer (Tires, 19 ottobre 1940 – Nova Ponente, 10 novembre 2018) è stata una slittinista italiana.

## Biografia
Nata a Tires, in Alto Adige, nel 1940, era sorella di Walter Außerdorfer, anche lui slittinista, partecipante, come lei, alle Olimpiadi di Innsbruck 1964, dove fu bronzo nel doppio con Sigisfredo Mair.
A 23 anni partecipò ai Giochi olimpici di Innsbruck 1964, nel singolo, uscendo alla quarta e ultima discesa.
Prese inoltre parte a quattro edizioni dei Mondiali: Garmisch-Partenkirchen 1960, Krynica-Zdrój 1962, Imst 1963 e Davos 1965, sempre nel singolo, arrivando rispettivamente 12ª, 18ª e due volte sesta.
Morì nel 2018, a 78 anni. 